# Monachocrinus recuperatus
Monachocrinus recuperatus is een haarster uit de familie Bathycrinidae.
De wetenschappelijke naam van de soort werd in 1885 gepubliceerd door Edmond Perrier.